# Francis Lawrence
Francis Lawrence (født 26. marts 1971) er en amerikansk filminstruktør og -producer, mest kendt som instruktør på tre af de fire film i The Hunger Games-filmserien.

## Udvalgt filmografi
- Constantine (2005)
- I Am Legend (2007)
- Water for elephants (2011)
- The Hunger Games: Catching Fire (2013)
- The Hunger Games: Mockingjay - Del 1 (2014)
- The Hunger Games: Mockingjay - Del 2 (2015)